# Yoriyuki Harada
Yoriyuki Harada (jap. 原田 依幸, Harada Yoriyuki; * 1948 in der Präfektur Shimane) ist ein japanischer Jazzpianist (auch Bassklarinette, Klarinette, Perkussion) des Free Jazz, stilistisch in der Tradition von Cecil Taylor.
Yoriyuki Harada studierte an der Kunitachi-Musikhochschule, wo er Kazutoki Umezu kennenlernte. Er arbeitete ab den 1970er-Jahren u. a. in den Formationen Seikatsu Kōjyō Iinkai (Album Live Improvement Committee (1975), mit Ahmed Abdullah, Kazutoki Umezu, William Parker, Rashied Sinan) und Shudan Sokai (mit Junji Mori, Kazutoki Umezu, Takashi Kikuchi),  ferner mit Kazutoki Umezu im Umezu-Harada Duo und in der Yoriyuki Harada Unit (u. a. mit Hideaki Mochizuki). Er wirkte ferner bei Aufnahmen von Kohsuke Mine (Daguri, 1973), Shigeharu Mukai (A Head Wind, 1975), Takeo Moriyama (Flush Up, 1977), Ryōjirō Furusawa (Spicy Islands, 1978) und Fumio Itabashi (Nature, 1979) mit.
Im Jahr 1980 spielte Yoriyuki ein Album mit Duos, Trios und Quartetten in unterschiedlicher Besetzung ein (Miu); im selben Jahr trat er im Duo mit Kazutoki Umezu bei den Donaueschinger Musiktagen auf (Danke; PJL). In den 1980er-Jahren arbeitete er des Weiteren mit Akira Sakata, Kōichi Matsukaze, Takeo Moriyama, Itaru Oki, Hiroaki Katayama. 1988 spielte er mit seiner Unit-Band, zu der Akihiro Ishiwatari und Gastmusiker Andrew Cyrille gehörten, das Live-Album Ehyang ein. Im Bereich des Jazz listet ihn Tom Lord zwischen 1975 und 1988 mit 10 Aufnahmesessions. In späteren Jahren spielte er im Duo mit Sergei Letow und mit Tristan Honsinger, in Trios mit Shoji Hano und David Chiesa, mit Choi Sun Bae und Alfred Harth sowie mit Masami Shinoda und Takuya Nishimura.